# Colima (gemeente)
Colima  is een gemeente in de Mexicaanse deelstaat Colima. De hoofdplaats van Colima is Colima. Colima heeft een oppervlakte van 668 km² en 132.273 inwoners (census 2005).
Andere plaatsen in de gemeente zijn Acatitán, Agua Cercada, Alpuyequito, Los Asmoles en Santo Niño.
Armería · Colima · Comala · Coquimatlán · Cuauhtémoc · Ixtlahuacán · Manzanillo · Minatitlán · Tecomán · Villa de Álvarez